# Dolmen de Carapito I
El dolmen I de Carapito fou construït al llogaret que hui es coneix per Entreáguas, a Sul, a prop de 1.500 m del centre de la població, junt al riu Carapito. És el segon dolmen més gran de Portugal, només superat en alçada pel Dolmen Gran del Zambujeiro.
Se'l coneix per «Ca la Mora» i s'hi associen algunes històries. La més coneguda i antiga diu que una mora va fer del dolmen la seua casa, que el va construir i en dugué les pedres al cap, i que hi filava.
El dolmen consta d'una cambra poligonal simple de nou pedres tallades i disposades en cercle, amb més de 5 m d'alçada. Dues lloses es decoraren amb formes solars i de serps (cercles radials, línies ondulades verticals i cercles concèntrics). La llosa més decorada estigué molt de temps en el saló parroquial, i ara és al monument, a propòsit de la restauració dels anys 2020 i 2021.
L'espoliació recuperada dels quatre dòlmens de Carapito, sobretot del Dolmen I, es guarda al Museu Nacional d'Arqueologia.
El dolmen I de Carapito es va classificar com a Monument Nacional el 1974.

## L'atenció de la comunitat científica
El primer esment per escrit data del 1883, en l'informe de l'expedició de la Societat de Geografia de Lisboa a la serra da Estrela. Després, fou esmentat en l'informe de l'arqueòleg portugués José Leite de Vasconcelos, del 1919, resultat d'una excursió arqueològica que realitzà al 1896 per Beira Alta i Baixa.
Al llarg del segle xx, fou visitat per arqueòlegs diverses vegades, i el van restaurar a la fi de la dècada de 1980.
El 1933, Georg Leisner dissenyà per primera vegada la planta del monument i copià els gravats de les lloses.
El 1948, José Coelho va fer-ne un nou esbós de la planta, amb un registre fotogràfic, i en replegà alguns trossos de ceràmica.
El 1966, Vera Leisner i Leonel Ribeiro, orientats pel pare Tavares, de Pena Verde, en feren les primeres escavacions. En les capes més profundes, a banda de vestigis d'una llar, van trobar micròlits geomètrics (petits cristalls allargats o tubulars units); grans de collaret de variscita; destrals polides; làmines de sílex i altres objectes com ara vasos de ceràmica d'una sola ansa, eines característiques del Neolític. En les capes superiors, pertanyents a l'ocupació posterior, es trobaren materials ceràmics en més quantitat, amb formes simples, llises i semiesfèriques.
En la dècada del 1970, Elizabeth Shee Twohig torna a estudiar els petròglifs en una llosa i en una altra anomenada «Pedra Altar».
La darrera excavació s'efectuà al 1988 i la realitzaren els arqueòlegs Domingos Cruz i Raquel Vilaça, que també restauraren el monument i documentaren tot el procés en un article científic. En un segon article presentaren els resultats de noves datacions de carboni 14 de dues mostres de fusta carbonitzada trobades en profunditat, que dataren del moment de la construcció del monument. Les anàlisis en laboratori demostraren que la fusta es va consumir entre els anys 4213 i 3870 ae, i això permet concloure que el dolmen es construiria fa prop de 6.000 anys.

## Els estudis sobre l'orientació
L'orientació del monument també genera debat. En la dècada del 1990, Michael Hoskin, un arqueoastrònom britànic que va fer mesuraments en alguns dòlmens de la península Ibèrica, incloent els dòlmens I i II de Carapito, conclogué que les entrades i corredors d'aquests dòlmens estaven orientats a l'eixida del Sol en el moment en què es construïren.
El 2010, l'arqueòleg portugués Fábio Silva feu un nou estudi sobre els dòlmens neolítics del centre de Portugal, i conclou que alguns dòlmens de la zona del baix Mondego estaven orientats cap a la serra de l'Estrela on, fa sis mil anys, naixeria l'estrela Aldebaran.
Alguns arqueòlegs ja havien parlat de la importància de la serra de l'Estrela per a les comunitats neolítiques del centre-nord portugués, on els constructors de dòlmens deurien passar l'estiu amb els ramats. A la tardor tornaven al lloc on havien construït els dòlmens i allí passaven l'hivern.
Fa sis mil anys, l'estrela Aldebaran, la més brillant de la constel·lació del Taure, començava a ser visible al cel immediatament abans d'eixir el sol, a finals d'abril i primeria de maig. Per a Fábio Silva, els constructors de dòlmens del Mondego empraven aquest primer naixement d'Aldebaran com un calendari rudimentari, que els indicava el moment en què havien de traslladar-se a la serra de l'Estrela, hipòtesi recolzada pel folklore local.
En el cas particular del dolmen de Carapito, des d'on ara no és fàcil de veure la serra de l'Estrela i tenint en compte el seu estat, Fábio Silva no va poder-ne avaluar de nou l'orientació. Si considerem, però, correctes els valors mesurats per Michael Hoskin en la dècada del 1990, el dolmen I de Carapito també deuria apuntar, fa 6.000 anys, cap al naixement de l'estrela Aldebaran.